# Chevrolet small-block (первое и второе поколения)
Chevrolet small-block — серия V-образных восьмицилиндровых бензиновых двигателей внутреннего сгорания, выпускавшихся с 1954 по 2003 год подразделением Chevrolet компании General Motors. Все двигатели Chevrolet small-block первого и второго поколений имеют порядок работы цилиндров 1—8—4—3—6—5—7—2.

## Диаметр цилиндра 3,750 дюйма (1955—1957)
Первым и единственным двигателем с диаметром цилиндра 3,750 дюйма (95,25 мм) в семействе Chevrolet small-block стал двигатель объёмом 4,3 л (265 кубических дюймов). Ход поршня составлял 3 дюйма (76,2 мм).

### 265

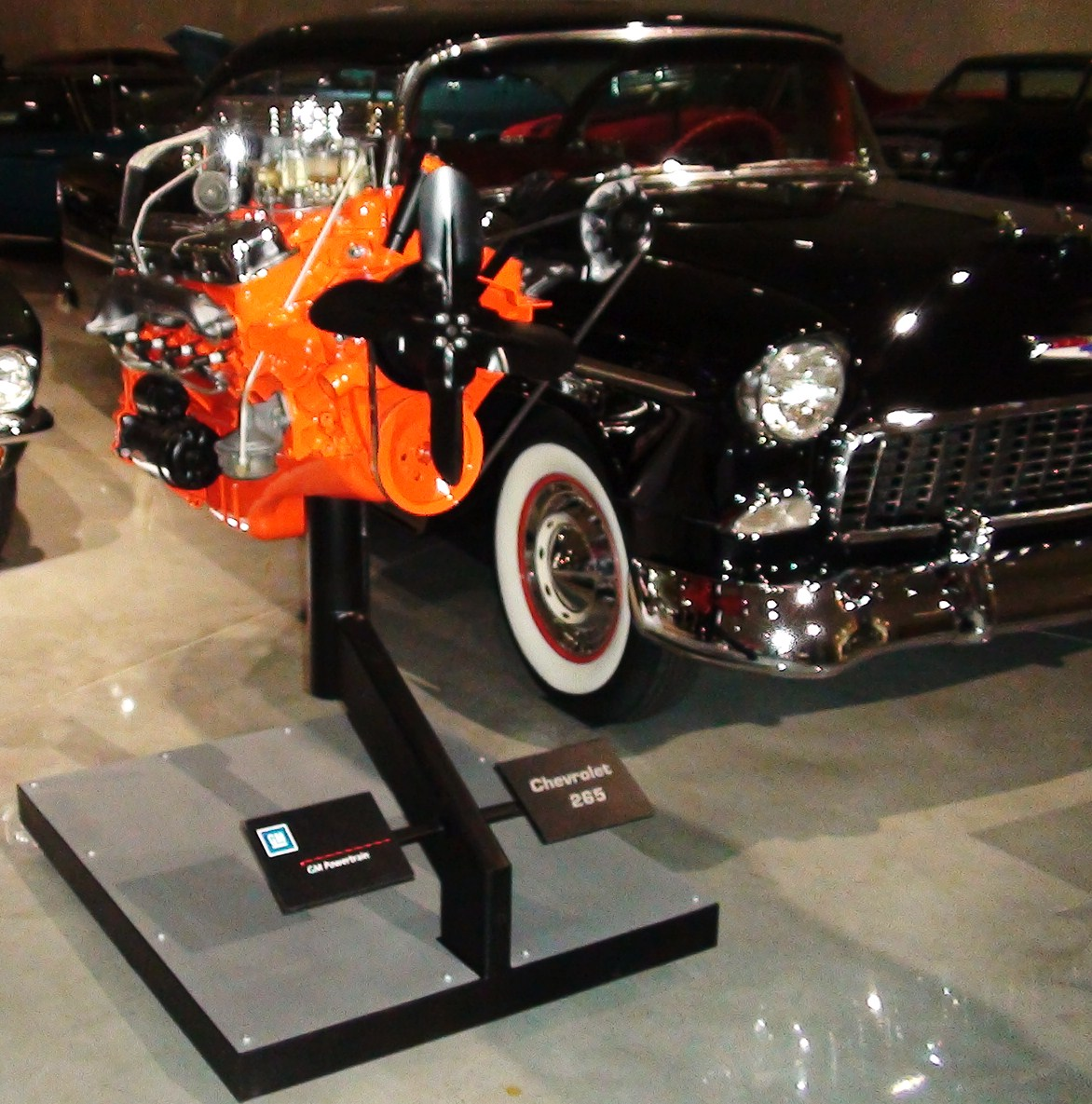
Двигатель объёмом 265 кубических дюймов рядом с 1955 Chevrolet

4,3-литровый (265 кубических дюймов) двигатель «Turbo-Fire» V8 был разработан группой Эда Коула. Впервые двигатель был представлен в 1955 году на Chevrolet Corvette.
Двигатель имеет толкатель и гидрокомпенсаторы. Он оснащён четырёхкамерным карбюратором Rochester, который увеличивает мощность до 134 кВт (180 л. с.) или 145 кВт (195 л. с.) в Corvette. Диаметр цилиндра и ход поршня составляют 95,25 мм × 76,2 мм, а расстояние между отверстиями составляет 111,8 мм.
Также двигатель применялся в седане Bel Air, где развивал мощность 134 кВт (180 л. с.) с помощью двухкамерного карбюратора, а с помощью «Super Power Pack» мощность двигателя была увеличена до уровня мощности Corvette.
Недостатком двигателя объёмом 265 кубических дюймов являлось отсутствие какой-либо встроенной в блок фильтрации масла. Вместо неё имелся дополнительный масляный фильтр, установленный на корпусе термостата. Несмотря на новаторскую конструкцию литейного цеха по производству сырого песка, отсутствие адекватной фильтрации масла делает его, как правило, желательным только для коллекционеров того времени.
В 1956 году для Chevrolet Corvette было представлено три версии двигателя объёмом 265 кубических дюймов: 157 кВт (210 л. с.) с одним четырёхкамерным карбюратором, 168 кВт (225 л. с.) с двумя четырёхкамерными карбюраторами и 179 кВт (240 л. с.) с двумя четырёхкамерными карбюраторами и распредвалом с высоким подъёмом.

## Диаметр цилиндра 3,875 дюйма (1957—1973)
Двигатель объёмом 283 кубического дюйма имел диаметр цилиндра 3,875 дюйма (98,43 мм). Ход поршня составлял 3 дюйма (76,2 мм), как и у двигателя объёмом 265 кубических дюймов. Последним двигателем с диаметром цилиндра 3,875 дюйма стал двигатель объёмом 307 кубических дюймов.

### 283

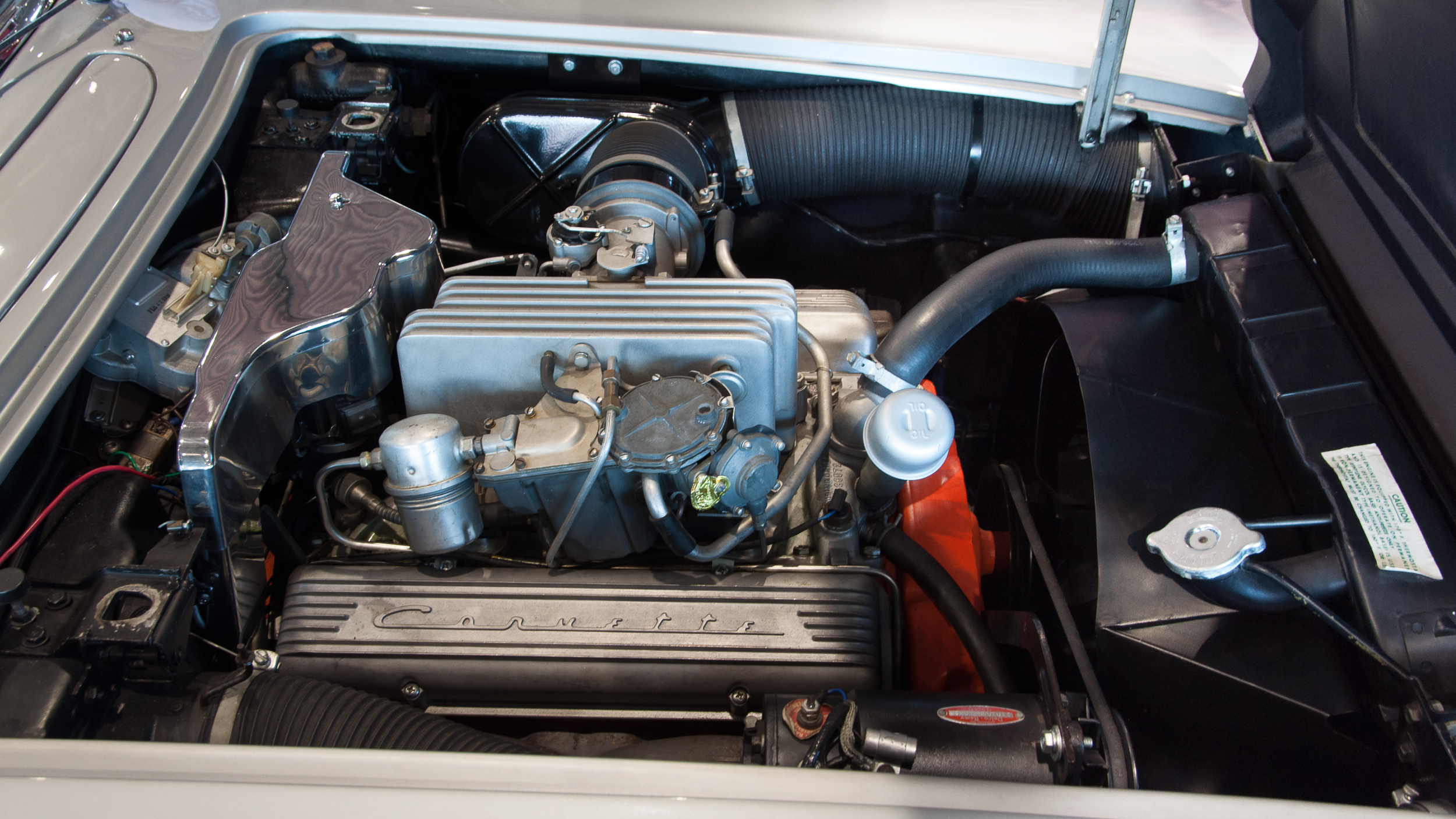
4,6-литровый двигатель на 1959 Corvette

4,6-литровый (283 кубического дюйма) двигатель имеет диаметр цилиндра 98,43 мм. Первые двигатели объёмом 283 кубического дюйма имели стандартные блоки цилиндров, которые были позаимствованы у двигателя объёмом 265 кубических дюймов, однако из-за расточки этих блоков стенки цилиндров были тонкими. Блоки цилиндров для двигателей объёмом 283 кубического дюйма были отлиты для установки цилиндров диаметром 3,875 дюйма. Всего имелось пять различных версий мощностью от 140 кВт (188 л. с.) до 211 кВт (283 л. с.), в зависимости от того, использовался ли однокамерный карбюратор, двухкамерный карбюратор или впрыск топлива.
Мощность немного увеличивалась ежегодно: в 1958, 1959, 1960 (290 л. с.) и 1961 годах (315 л. с.). Начиная с 1965 года, двигатель опционально устанавливался на автомобили Checker Taxi. В Канаде двигатель устанавливался на автомобили Studebaker.

### 307
5,0-литровый (307 кубических дюймов) двигатель выпускался с 1968 по 1973 год. Диаметр цилиндра и ход поршня составляли 98,4 мм × 82,6 мм. Все двигатели объёмом 307 кубических дюймов имели большие шейки диаметром 62,2 мм для установки коленвала двигателя объёмом 327 кубических дюймов. Поршни имеют высоту, аналогичную двигателю объёмом 327 кубических дюймов, но сохраняют размеры отверстий двигателя объёмом 283 кубического дюйма.
- 1968—1971 Chevrolet Camaro
- 1968—1973 Chevrolet Chevelle
- 1968—1969 Chevrolet Impala
- 1968—1973 Chevrolet Nova
- 1971—1972 Pontiac Ventura
- 1972 Chevrolet C10

## Диаметр цилиндра 4 дюйма (1962—2002)
Первым двигателем с диаметром цилиндра 4 дюйма в семействе Chevrolet small-block стал двигатель объёмом 327 кубических дюймов. Всего выпускалось три двигателя: объёмом 302, 327 и 350 кубических дюймов.

### 302

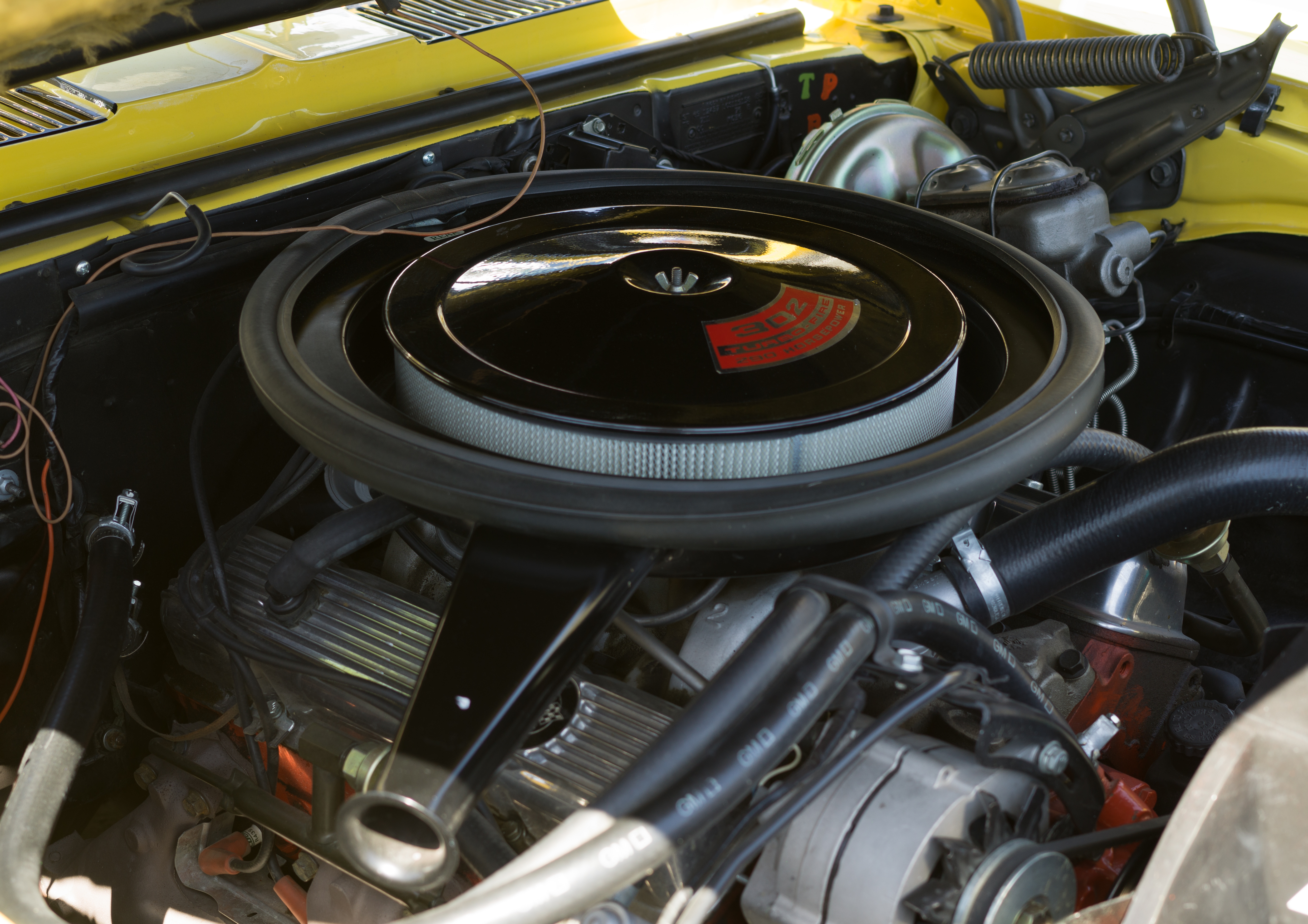
1969 Chevrolet 302 cu на Z/28 Corvette

В 1966 году корпорация General Motors разработала 4,9-литровый (302 кубического дюйма) двигатель для Z/28 Camaro. Двигатель соответствовал правилам Sports Car Club of America (SCCA) Trans-Am Series (1967—1969), которые ограничивали объём двигателя до 5,0 литров.

### 327
5,4-литровый (327 кубических дюймов) двигатель, представленный в 1962 году, имел диаметр цилиндра 4 дюйма и ход поршня 3,25 дюйма. Точный рабочий объём составлял 5354 см3. В разное время двигатель устанавливался на Gordon-Keeble, Chevrolet Impala, Pontiac Parisienne и HK Monaro GTS327.

### 350

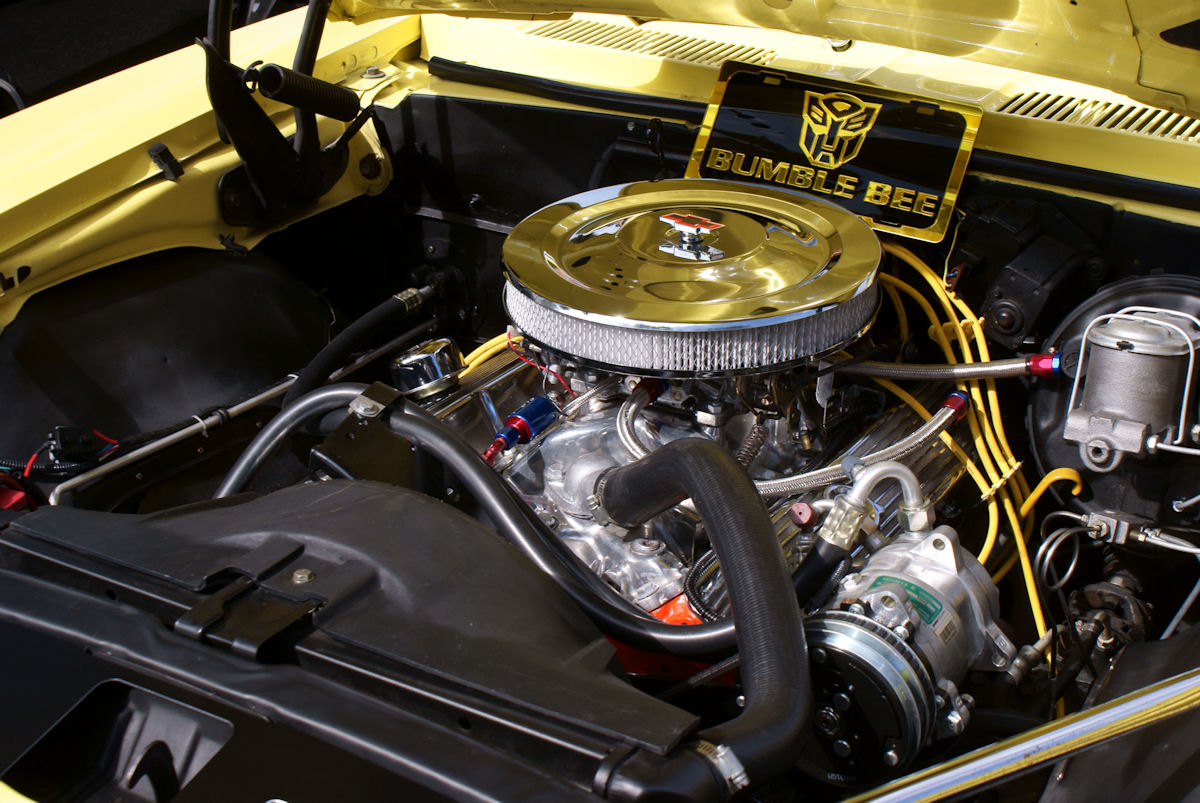
5,7-литровый (350 кубических дюймов) двигатель на 1968 Camaro SS

5,7-литровый (350 кубических дюймов) двигатель с ходом поршня 88,39 мм впервые был представлен в 1967 году на Chevrolet Camaro. Точный рабочий объём составляет 5733 см3. В 1968 году двигатель стал устанавливаться на Chevrolet Nova, а с 1969 года двигатель начал применяться в других автомобилях.

#### L46
Годы производства: 1969—1970
L46 стал опциональным двигателем для Chevrolet Corvette (1969). Это была более производительная версия 5,7-литрового двигателя с литым номером 186 и имела степень сжатия 11,0:1, требующую высокого октанового числа. Двигатель развивал мощность 261 кВт (350 л. с.) и крутящий момент 515 Н⋅м. В 1970 году двигатель оснащался четырёхкамерным карбюратором Quadrajet.

#### L48
Годы производства: 1967—1980
L48 — 5,7-литровый (350 кубических дюймов) двигатель, представленный в 1967 году в версии Camaro Super Sport (SS) и в 1968 году на Chevy II/Nova (где применялся до 1979 года). В 1969 году двигатель начал применяться в таких моделях как Camaro, Caprice, Impalas, El Camino, Chevelle и Nova. С 1969 года двигатель имел гидравлический кулачок, карбюратор Quadrajet на 4 барреля, литые поршни, 4-болтовые главные литые блоки под номером 010 и литые головки под номером 041 или 186. Выходная мощность составляла 224 кВт (300 л. с.), а крутящий момент — 515 Н⋅м. Изначально степень сжатия составляла 10,25:1, а в 1971 году она была уменьшена до 8,5:1.
В 1972 году вариант L48 с четырёхкамерным карбюратором стал частью пакета SS. На это указывает пятая цифра в VIN, которая является буквой K. 1972 год был единственным годом, когда пакет SS мог быть проверен по VIN.
Двигатель L48 экспортировался в Австралию, где устанавливался на Holden Monaro с 1969 по 1974 год и Statesman с 1971 по 1974 год. К концу выпуска серии HQ в 1973—1974 годах, из-за норм выбросов в США, производительность этих двигателей упала до того же уровня или ниже, чем у местного производства Holden V8 объёмом 5,0 л (308 кубических дюймов), который ещё не подпадал под аналогичные правила, поэтому Holden прекратил применение двигателя.
L48 V8 был стандартным двигателем для Chevrolet Corvette 1975—1980 годов. В 1975 году двигатель L48 V8 Corvette развивал мощность 123 кВт (165 л. с.), а в 1976 году мощность увеличилась до 134 кВт (180 л. с.), а в 1977 году мощность осталась на прежнем уровне. В 1978 году мощность составляла 130 кВт (175 л. с.) в Калифорнии и высокогорных районах, а во всех остальных районах мощность составляла 138 кВт (185 л. с.). В 1979 году мощность была увеличена до 145 кВт (195 л. с.), а в 1980 году мощность была снижена до 142 кВт (190 л. с.).

#### L65
В 1970 модельном году Camaro имел высокопроизводительный двухкамерный карбюратор Rochester мощностью 186 кВт (250 л. с.). В 1971 году мощность была снижена до 183 кВт (245 л. с.), в 1972 году мощность была снижена до 123 кВт (165 л. с.), а в 1973—1976 годах мощность составляла 108 кВт (145 л. с.). Крутящий момент составлял 346 Н⋅м. L65 является двухствольной версией L48 350. К 1976 модельному году двигатель был снят с производства.

#### LM1
LM1 был представлен в 1969 модельном году. Он развивал мощность 255 л. с., а его степень сжатия составляла 9,0:1. На протяжении всего срока службы он имел четырёхкамерный карбюратор, механические точки зажигания и электронную или компьютерную искровую систему. В более низком сжатии, неэтилированном газе, значительно более затрудненном контроле выбросов, двигатель развивал номинальную мощность 116—130 кВт (155—175 л. с.). До 1988 года двигатель устанавливался на автомобили. С 1969 по 1970 год двигатель LM1 устанавливался на автомобили Holden Monaro GTS350, где развивал мощность 275 л. с., скорее всего, из-за использования топлива с более высоким октановым числом и гораздо большим опережением искры, чем было установлено на североамериканских версиях двигателя.

#### ZQ3
Годы производства: 1969—1974
ZQ3 являлся стандартным двигателем на Chevrolet Corvette. В 1969—1970 годах двигатель развивал мощность 224 кВт (300 л. с.), а степень сжатия составляла 10,25:1. Двигатель имел четырёхкамерный карбюратор Rochester «4MV» Quadra-Jet и распредвал L48.
В 1971 году мощность была снижена до 201 кВт (270 л. с.), крутящий момент — до 407 Н⋅м, а степень сжатия — до 8,5:1. К 1972 году мощность составила 149 кВт (200 л. с.), а крутящий момент — 366 Н⋅м. В 1973 году мощность была снижена до 142 кВт (190 л. с.), а в 1974 году мощность была увеличена до 145 кВт (195 л. с.).
После 1971 года блоки цилиндров имели, вероятно, низкое содержание никеля, но более толстую деку цилиндров, а после 1974 года головки блока цилиндров Chevrolet имели меньше чугуна, меньший вес, трещиностойкость и меньшую мощность из-за низкой степени сжатия.

#### LT-1
Годы производства: 1970—1972

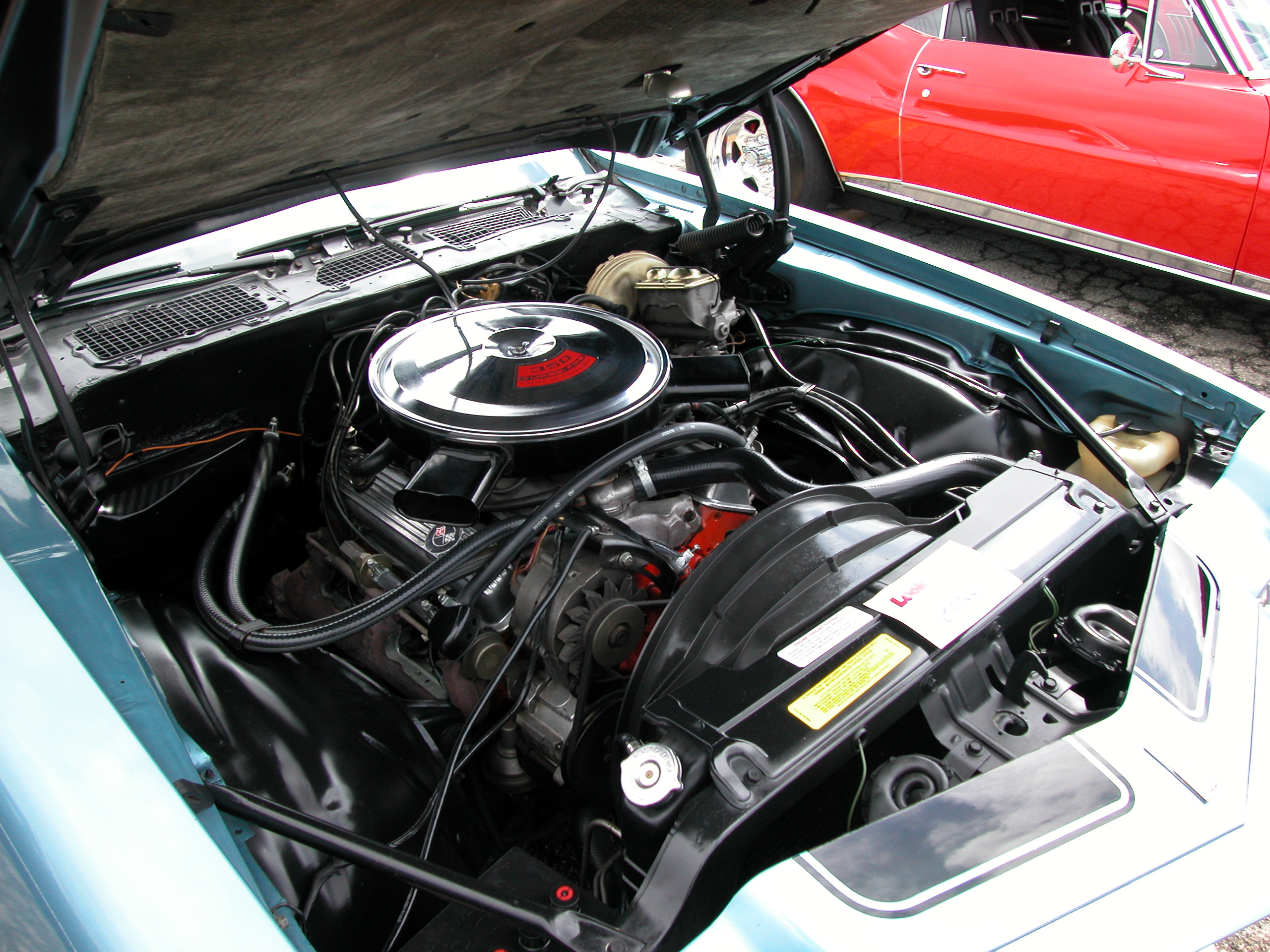
LT-1 на 1970 Chevrolet Camaro Z/28

LT-1 являлся одним из самых известных двигателей Chevrolet small-block V8. Впервые был представлен в 1970 году. Двигатель имел цельнолитые подъёмники, степень сжатия 11,0:1, высокопроизводительный распредвал «178» и вакуумный вторичный четырёхкамерный карбюратор Holley. В Corvette двигатель развивал мощность 276 кВт (370 л. с.), а в Camaro Z28 двигатель развивал мощность 268 кВт (360 л. с.) при 6000 об/мин и крутящий момент 515 Н⋅м при 4000 об/мин. Красная зона изначально составляла 6500 об/мин, а позже была снижена до 6200 об/мин. LT-1 применялся в Corvette и Camaro Z28. В 1971 году мощность была снижена до 246 кВт (330 л. с.)/190 кВт (255 л. с.) при степени сжатия 9,0:1, а в 1972 году мощность стала составлять 190 кВт (255 л. с.), а крутящий момент — 380 Н·м.

#### L82
Годы производства: 1973—1980
L82 являлся «производительной» версией двигателя объёмом 350 кубических дюймов. Двигатель оснащён карбюратором Rochester Quadra-jet 4bbl и двухплоскостным алюминиевым впускным коллектором. Устанавливался на Chevrolet Camaro.

#### L81
Год производства: 1981
Мощность двигателя L81 составляет 142 кВт (190 л. с.), крутящий момент — 380 Н·м, а степень сжатия — 8,2:1.

#### LS9
Годы производства: 1969—1986
LS9 применялся в автомобилях Chevrolet C/K и GMC G. Он имел четырёхкамерный карбюратор Rochester. В 1984 году номинальная мощность двигателя составляла 123 кВт (165 л. с.) при 3800 об/мин, а крутящий момент — 373 Н·м при 1600 об/мин. Версия, у которой карбюратор с замкнутым контуром, имела калифорнийский пакет выбросов в последние годы производства. В 1987 году двигатели LS9 и LT9 были заменены двигателями L05 TBI, у которых впрыск топлива с дроссельной заслонкой. Большинство двигателей Chevrolet small-block в это время выпускались во Флинте или Сент-Катаринсе. В середине 1980-х годов завод во Флинте производил около 5200 двигателей в день и имел более медленную отдельную линию для двигателей TPI, которые применялись в Camaro и Corvette.

#### LT9
Годы производства: 1981—1986
LT9 являлся сверхмощным вариантом двигателя LS9. Он применялся в пикапах C/K 20/30, фургонах G30 и шасси P30.
Заявленная мощность двигателя составляет 119 кВт (160 л. с.) при 3800 об/мин, крутящий момент — 339 Н⋅м при 2800 об/мин, а степень сжатия — 8,3:1. Двигатели LT9 имели четырёхкамерный карбюратор. Кодовое обозначение — «M-code 350».

#### L83
Годы производства: 1982 и 1984
Двигатель L83 развивал мощность 149 кВт (200 л. с.) и крутящий момент 386 Н·м. Степень сжатия составляла 9,0:1. В 1984 году мощность двигателя была увеличена до 153 кВт (205 л. с.), а крутящий момент — до 393 Н·м. В L83 была добавлена система впрыска топлива «Cross-Fire» (впрыск топлива с двойной дроссельной заслонкой).

#### L98
Годы производства: 1985—1992
В двигатель L98 350 была добавлена система впрыска топлива с настроенным отверстием (TPI), которая была стандартной у всех Corvette. В 1985—1986 годах мощность составляла 172 кВт (230 л. с.), в 1987—1989 годах мощность составляла 179 кВт (240 л. с.), а в 1990—1991 годах мощность составляла 183 кВт (245 л. с.). Головки блока цилиндров алюминиевые.
Применения:
- 1985—1991 Chevrolet Corvette
- 1987—1992 Chevrolet Camaro (опционально)
- 1987—1992 Pontiac Firebird (опционально)

#### L05
Двигатель L05 был представлен в 1987 году на автомобилях на платформе GMT400. В разное время двигатель применялся в Chevrolet K5 Blazer, Chevrolet Suburban, GMC G, P30 и других моделях.
- 1992—1993 Buick Roadmaster
- 1990—1992 Cadillac Brougham (опционально)
- 1993 Cadillac Fleetwood
- 1989—1993 Chevrolet Caprice 9C1
- 1992—1993 Chevrolet Caprice (опционально)
- 1993 Chevrolet Caprice LTZ
- 1992 Oldsmobile Custom Cruiser (опционально)
- 1991—1994 GMC W4500 Tiltmaster/Isuzu NPR
- 1995—1996 AM General Hummer H1

#### L31
Vortec 5700 L31 (VIN-код «R») — 5,7-литровый двигатель V8 для грузовых автомобилей. Он развивает мощность 190—261 кВт (255—350 л. с.) при 4600 об/мин и крутящий момент 447—475 Н·м при 2800 об/мин. Кодовое обозначение двигателя — GEN 1+.
- 1996—1999 Chevrolet/GMC C/K 1500, 2500 и 3500 (но не C3500HD)
- 1996—1999 Chevrolet/GMC Suburban
- 1996—2000 Chevrolet Tahoe/GMC Yukon (и 2000 Tahoe Limited, 2000 Tahoe Z71, 2000—2003 Sonora)[15]
- 1999—2000 Cadillac Escalade
- 1996—2002 Chevrolet Express/GMC Savana

Применения TBI L31:
- 1996 GMC G30 (с трансмиссией 4L80E)

Специальные применения:
- Oscar Mayer Wienermobile
- 1996—2003 GMC W4500 Tiltmaster/Isuzu NPR

## Диаметр цилиндра 4,125 дюйма (1970—1980)

### 400

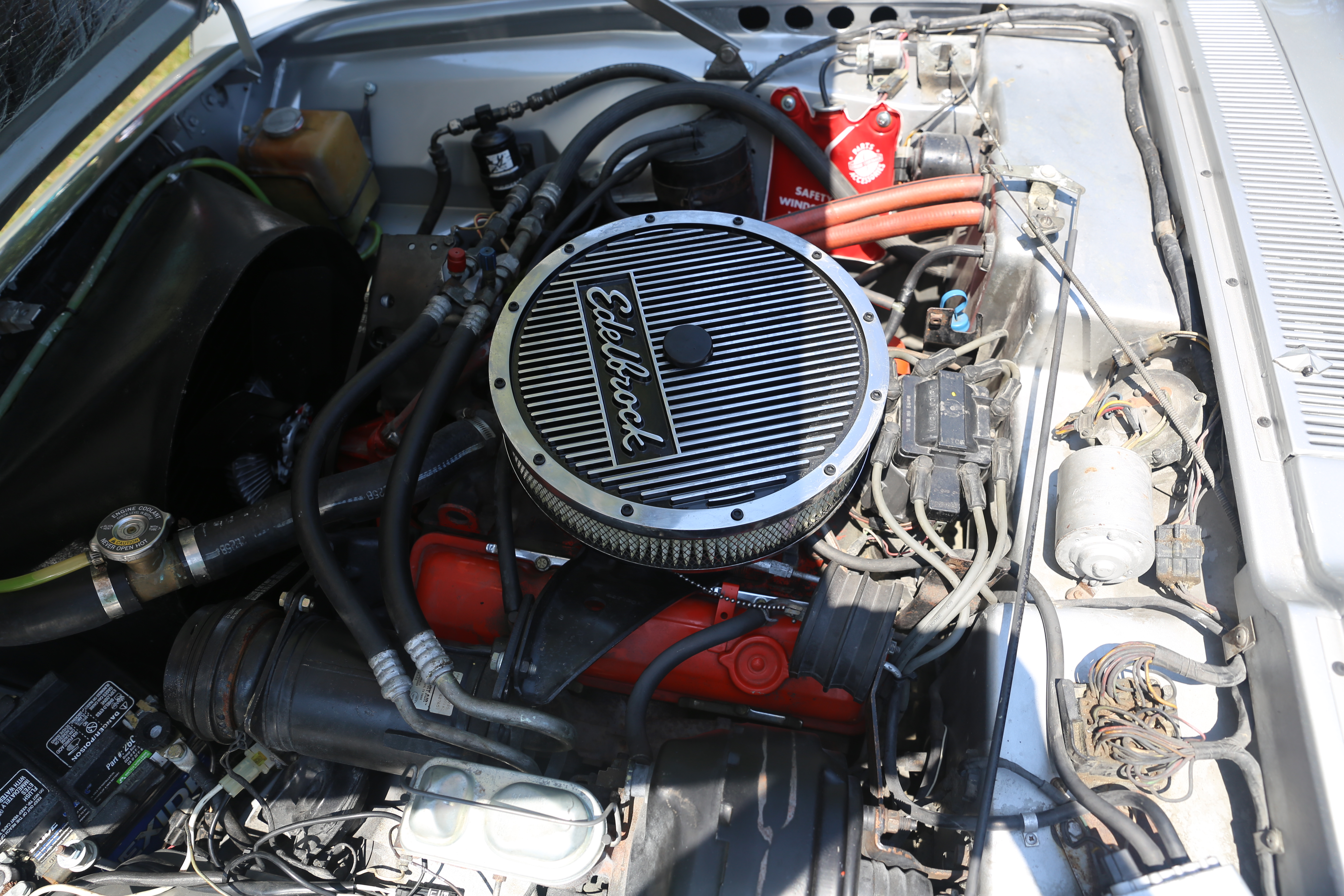
6,6-литровый двигатель Chevrolet small-block на Avanti II (1975)

Двигатель объёмом 6570 см3 был представлен в 1970 году и выпускался в течение 10 лет. Он имеет диаметр цилиндра 104,88 мм и ход поршня 95,25 мм. В отличие от других двигателей, цилиндры были сиамизированы и, следовательно, требовали «паровых» отверстий в блоке цилиндров и прокладок головки блока цилиндров, чтобы помочь уменьшить «горячие точки» в системе охлаждения в точке над сиамизированными цилиндрами. Номинальная мощность составляла 183—198 кВт (245—265 л. с.). До 1973 года двигатели поставлялись с двухкамерным карбюратором, а с 1974 года — с четырёхкамерным.

## Диаметр цилиндра 3,671 дюйма (1975—1976)

### 262
4,3-литровый (4301 см3) двигатель с углом наклона 90° имеет чугунные блок цилиндров и его головку. Диаметр цилиндра и ход поршня составляли 93,2 мм × 78,7 мм. В 1975 году мощность составляла 82 кВт (110 л. с.) при 3600 об/мин, а крутящий момент — 264 Н⋅м при 2000 об/мин. В 1977 году преемником стал двигатель объёмом 305 кубических дюймов.
Применения:
- 1975—1976 Chevrolet Monza
- 1975 Chevrolet Nova
- 1977 Pontiac Ventura

## Диаметр цилиндра 3,736 дюйма (1976—1998)

### 305
Первый 5,0-литровый (305 кубических дюймов) двигатель был представлен в 1976 году. Его диаметр цилиндра и ход поршня составляют 94,9 мм × 88,4 мм, а ход коленвала был позаимствован у двигателя объёмом 350 кубических дюймов.
- 1976—1992 Chevrolet Camaro
- 1977—1993 Chevrolet Caprice
- 1977—1985 Chevrolet Impala
- 1980 Chevrolet Corvette (только в Калифорнии)
- 1976—1988 Chevrolet Malibu, Chevrolet El Camino/GMC Caballero и Chevrolet Monte Carlo
- 1976—1979 Chevrolet Monza
- 1976—1979 Chevrolet Nova (с 1976 года двигатель также применялся в автомобилях на платформе GM X-body)
- 1977—2002 Chevrolet/GMC (полноразмерные грузовые автомобили, внедорожники и фургоны полной массой около 8500 фунтов)
- 1978—1987 Buick Regal
- 1975—1979 Buick Skylark
- 1991—1992 Cadillac Brougham
- 1977—1981 Checker Marathon
- 1991—1992 Oldsmobile Custom Cruiser
- 1977      Oldsmobile Omega
- 1978—1980 Oldsmobile Cutlass (только на рынке США, на рынке Канады с 1978 по 1987 год)
- 1977—1981 Pontiac Catalina (B-body)
- 1977—1981 Pontiac Bonneville (B-body)
- 1982—1986 Pontiac Bonneville (G-body)
- 1977—1992 Pontiac Firebird
- 1981—1987 Pontiac Grand Prix
- 1978—1981 Pontiac Grand LeMans (A/G-body, включая Grand Am)
- 1982—1986 Pontiac Parisienne (B-body)
- 1982—1986 Pontiac Parisienne Safari (B-body)
- 1979 Pontiac Sunbird

#### LG3
Двигатель LG3 был представлен в 1976 году. С 1976 по 1978 год в нём применялся карбюратор Rochester 2GC. С 1979 года в двигателе применялся более экономичный двухкамерный карбюратор Rochester Dual-Jet. Мощность была снижена до 97 кВт (130 л. с.) и 93 кВт (125 л. с.) для калифорнийского рынка. Степень сжатия составляла 8,5:1. В 1982 году двигатель LG3 был снят с производства.

#### LG4
Двигатель LG4, представленный в 1978 году, развивал мощность 112—127 кВт (150—170 л. с.) и крутящий момент 325—339 Н⋅м. По сути, двигатель являлся версией LG3 с добавлением четырёхкамерного карбюратора и более крупных клапанов. Двигатель претерпел ряд постепенных улучшений. На протяжении всего производственного цикла были повышены надёжность, экономия топлива и выходная мощность. В 1981 году (для Калифорнии — в 1980 году) в двигатели LG4 была добавлена новая система управления GM «Computer Command Control» (CCC) (исключение составляет Канада). Система CCC включала в себя карбюратор Rochester 4-bbl E4ME Quadra-Jet с компьютеризированным дозированием топлива и датчиком положения дроссельной заслонки, позволяющим CCC рассчитывать нагрузку на двигатель. В системе зажигания CCC полностью отвечал за кривую синхронизации. Механические и вакуумные усовершенствования были устранены из распределителя. Более точное время искры, обеспечиваемое CCC, сделало возможным ряд увеличений степени сжатия с 8,4:1 до 8,6:1—9,5:1 с помощью датчика детонации, при этом для обычного неэтилированного топлива по-прежнему требовалось всего 87 AKI.
В 1983 году чугунный воздухозаборник был заменён алюминиевым. Головки блока цилиндров — 14014416 («416»), либо 14022601 («601»). Диаметр впускного коллектора составлял 1,84 дюйма, а выпускного — 1,5 дюйма. В 1985 году к двигателю LG4 были добавлены четырёхклапанные предельные поршни с плоским верхом от L69, что привело к очередному увеличению степени сжатии. Также был добавлен датчик детонации, позволяющий системе управления двигателем «CCC» компенсировать увеличение степени сжатия и появление искр в ЭБУ. В итоге в 1984 году мощность была снижена со 112 кВт (150 л. с.) до 123 кВт (165 л. с.). В 1986 году двигатель стал иметь цельную конструкцию блока с задним главным уплотнением, чтобы свести к минимуму утечки и гарантийные претензии. Тем не менее, некоторые блоки по-прежнему имели двухкомпонентное заднее основное уплотнение.
В 1987 году в двигатель LG4 в очередной раз были внесены некоторые изменения для повышения общей надёжности. Многие детали были позаимствованы у двигателя L03, который должен был заменить LG4. Распределитель HEI с катушкой в крышке был снят с производства, и вместо этого использовалась совершенно новая конструкция электронного распределителя. Схема болтов от впускного коллектора к головке была изменена для улучшения целостности прокладок — четыре болта центрального впускного коллектора были просверлены под углом 72° вместо 90° для чугунных головок блока цилиндров. В верхнюю часть клапанных крышек были добавлены рёбра жёсткости для увеличения площади поверхности, выступающей в качестве теплоотвода. Для улучшения герметизации впускной прокладки крепёжные болты были перемещены к центральной линии клапанной крышки. Уплотнительное давление было распределено равномерно, по периметру монтажного фланца. В двигатель LG4 также были добавлены гидравлический компенсатор и роликовый распредвал.

#### LU5
Годы производства: 1982—1984
LU5 «Crossfire EFI 5.0L» имел двойную систему впрыска топлива в дроссельную заслонку. Топливо подавалось двумя блоками TBI, установленными по диагонали друг от друга, на уникальном алюминиевом впускном коллекторе. Система впрыска топлива была размещена поверх LG4 и не обладала какими-нибудь значительными эксплуатационными возможностями. Первоначально планировалось, что в 1982 году двигатель будет представлен на Chevrolet Camaro, однако проект был отменён, и двигатель начал устанавливаться на Pontiac Trans Am. С 1982 по 1984 год версия объёмом 350 кубических дюймов также применялась в Corvette. Поскольку разработка электронных систем управления двигателями и электронных впрысков топлива GM была довольно ранней, немногие дилерские центры обладали технологиями, оборудованием или должным образом обученными механиками, способными работать с этими двигателями. Эти проблемы усугублялись сильно различающимися стандартами качества топлива, производственными проблемами, плохим контролем качества со стороны GM и владельцами, которые возились с системой, которую они не понимали. За очень короткое время двигатели получили печально известное прозвище — «Двигатель прекращения огня» (англ. «Ceasefire Engine»). В настоящее время владельцы автомобилей с двигателями LU5 отмечают, что двигатели достаточно надёжны, и можно сделать значительную модернизацию за счёт использования выпускных коллекторов и выхлопных систем двигателей L69, LB9 TPI, L98 TPI и так далее. В сочетании со стандартными головками двигателя объёмом 305 кубических дюймов с увеличенными клапанами или головками вторичного рынка, а также модернизацией распределительного вала, эти двигатели могут хорошо работать. В основном, благодаря несколько культовым поклонникам, ряд запчастей для послепродажного обслуживания также доступен через производителей, специализирующихся на Crossfire.

#### L69
Годы производства: конец 1983—1988
L69 High Output 5.0L был представлен в конце 1983 модельного года. Он был опциональным на Firebird Trans Am, Camaro Z28 и IROC-Z, а также стандартным в возрождённом Monte Carlo Super Sport.
Степень сжатия двигателя L69 составляет 9,5:1. Также двигатель имеет настроенную по производительности систему CCC ECM/PROM, датчик детонации, настроенный на производительность карбюратор Rochester Quadra-Jet 4 со скоростью 750 кубических футов/мин (21 м3/мин) и специальную свободно текущую выхлопную систему с выпускными коллекторами большого диаметра, Y-образной трубой и каталитическим нейтрализатором.
Компоненты выхлопной системы L69 F-body были немного пересмотрены и вновь начали устанавливаться на более поздние двигатели LB9 305 и L98 350 TPI. Кроме того, в 1983—1984 годах Trans Am имел функциональный индукционный колпак холодного воздуха, в 1983—1986 годах Camaro Z28 и IROC-Z имели двойной воздухоочиститель, в 1985—1986 годах Trans Am имел двойной воздухоочиститель, в 1983—1988 годах Monte Carlo SS имел большой одинарный шноркель (в 1987—1988 годах — опциональный двойной шноркель), а с 1984 года Monte Carlo SS и другие автомобили на платформе F-body имели алюминиевый впускной коллектор и гидротрансформатор с высоким крутящим моментом или же облегчённый маховик.
Двигатель L69 развивал мощность 142 кВт (190 л. с.) при 4800 об/мин и крутящий момент 325 Н⋅м при 3200 об/мин в автомобилях на платформе F-body, а в Monte Carlo SS двигатель развивал мощность 134 кВт (180 л. с.).

#### LE9
Годы производства: 1981—1986
Двигатель LE9 объёмом 5,0 л (305 кубических дюймов) имел четырёхкамерный карбюратор со скоростью 650 кубических футов/мин (18 м3/мин) и оснащён системой ESC. Степень сжатия варьируется от 9,2 до 9,5:1. Мощность составляет 123 кВт (165 л. с.) при 4400 об/мин, а крутящий момент — 325 Н·м при 2000 об/мин. LE9 применялся в пикапах C/K и фургонах G.

#### LB9
Годы производства: 1985—1992
LB9 «Tuned Port Injection 5.0L» был представлен в 1985 году. В его основе лежали блок цилиндров и «агрессивный» профиль распредвала L69. Индукционная система не была похожа ни на одну систему, которая ранее использовалась корпорацией General Motors. Двигатель LB9 имел большую камеру из литого алюминия с отдельными бегунами из трубчатого алюминия, которые подают воздух в каждый цилиндр. И каждый цилиндр имел свою собственную топливную форсунку, питаемую топливной рампой, установленной над каждым банком. С 1985 года двигатель опционально устанавливался только на Camaro Z28, IROC-Z и Trans Am с подвеской WS6. В 1987—1992 годах LB9 также применялся в автомобилях GTA и Firebird Formula, где развивал мощность 160 кВт (215 л. с.) и крутящий момент 373 Н⋅м. Официально мощность варьировалась в диапазоне от 142 до 172 кВт (190—230 л. с.), а крутящий момент варьировался от 373 до 407 Н·м.

#### L03
Годы производства: 1987—1995
Двигатель L03 развивал мощность 127 кВт (170 л. с.) при 4400 об/мин и крутящий момент 346 Н·м при 2400 об/мин в грузовых автомобилях GM 1993—1995 годов. В двигателе применялся впрыск топлива в корпус дроссельной заслонки TBI, который представлял собой гибрид EFI и карбюраторной технологии. Также применялась система EFI с электронно управляемыми форсунками, которые были сопряжены с двухцилиндровым «карбюраторным» корпусом. Двигатель L03 имел головки блока цилиндров с вихревыми портами. Также он был наиболее распространён в моделях Firebird и Camaro, потому что это был единственный двигатель в паре с пятиступенчатой механической трансмиссией. Модель превзошла входную мощность BorgWarner T5.
В двигателе L03 применялись гидравлические роликовые подъёмники, что позволяло двигателю восстановить часть потерянной мощности от заводской конструкции, при этом ещё больше повысив эффективность (снижение сопротивления вращения). Несмотря на недостатки в ограничениях по устремлению, L03 был известен своей надёжностью (в 1987—1990 годах автомобили на платформе F-body с двигателем L03 не имели ограничителя оборотов). В двигателе L03 применялись выпуклые поршни со степенью сжатия от 9,3:1 до 9,5:1. По аналогии с LB9 двигатель имел диаметр цилиндра 3,736 дюйма и ход поршня 3,48 дюйма.

#### L30
Годы производства: 1996—2002
Vortec 5000 L30 — двигатель V8 с рабочим объёмом 5020 см3. Диаметр цилиндра составляет 95 мм, ход поршня — 88,4 мм, а степень сжатия — 9,1:1. В пикапах C/K двигатель развивает мощность 172 кВт (230 л. с.) при 4600 об/мин и крутящий момент 393 Н⋅м при 2800 об/мин. В двигателе применяется гидравлический роликовый кулачок и высокопроизводительные, быстро сгорающие головки Vortec. Различия заключаются в диаметре цилиндра и ходе поршня, размере впускного клапана и меньших камерах сгорания.
Применения L30:
- 1996—2002 Chevrolet Express и GMC Savana 1500 и 2500 полной массой 8500 футов
- 1996—1999 Chevrolet C/K и GMC Sierra 1500 и 2500 полной массой до 8500 футов

## Диаметр цилиндра 3,5 дюйма (1979—1982)

### 267
Двигатель объёмом 267 кубических дюймов (4,4 л, 4389 см3) был представлен в 1979 году на автомобилях на платформах GM F-body (Camaro), G-body (Chevrolet Monte Carlo, El Camino), A-body (Malibu Classic, 1979—1981), а также применялся в автомобилях на платформе GM B-body (модели Impala и Caprice). Ход поршня составлял 88,4 мм, а диаметр цилиндра — 88,9 мм.
Двигатель оснащался карбюратором M2ME Rochester Dualjet 210 — версией Rochester Quadrajet без задних стволов. После 1980 года карбюратор с электронной обратной связью применялся во всех моделях, кроме следующих автомобилей канадской спецификации: Buick Regal (Buick 4.1 V6), Oldsmobile Cutlass и Delta 88 (Olds 260 V8), Pontiac Grand LeMans, Grand Prix и Parisienne (Buick 4.1 V6). С 1980 по 1982 год двигатель применялся в автомобилях Checker Marathon.
4,4-литровый двигатель L39 развивал мощность 89 кВт (120 л. с.) при 3600 об/мин и крутящий момент 292 Н·м при 2000 об/мин. Выходная мощность снижалась в последующие годы работы двигателя. Степень сжатия составляла 8,3:1.

## Таблица двигателей
Chevrolet Generation I V8 Small-Block
Примечание: В зависимости от применения транспортного средства; Требования к мощности, крутящему моменту и топливу могут варьироваться. 
| Поколение | Годы производства | Код двигателя (VIN-идентификатор) | Мощность л. с. (кВт) при об/мин                 | Крутящий момент (Н·м) при об/мин | Объём (см3) | Топливо (октановое число) | Диаметр цилиндра x Ход поршня в дюймах (мм) | Степень сжатия | Блоки цилиндров и их головки (чугунные или алюминиевые)    |
| --------- | ----------------- | --------------------------------- | ----------------------------------------------- | -------------------------------- | ----------- | ------------------------- | ------------------------------------------- | -------------- | ---------------------------------------------------------- |
| I         | 1967—1969         | Z28                               | 216 кВт (290 л. с.) при 5800                    | 393 Н·м при 4200                 | 4942 см3    | 100+                      | 4 ″ × 3 ″ (101,6 мм × 76,2 мм)              | 11.0:1         | Чугунные                                                   |
| I         | 1996—2002         | L30 (M)                           | 164 кВт (220 л. с.) при 4600                    | 393 Н·м при 2800                 | 5001 см3    |                           | 3,736 ″ × 3,48 ″ (94,9 мм × 88,4 мм)        | 9.1:1          | Чугунные                                                   |
| I         | 1987—1995         | L03 (E/H)                         | 127 кВт (170 л. с.) при 4400                    | 346 Н·м при 2400                 | 5001 см3    |                           | 3,736 ″ × 3,48 ″ (94,9 мм × 88,4 мм)        | 9.1:1          | Чугунные                                                   |
| I         | 1988—1996         | L05 (K)                           | 157 кВт (210 л. с.) при 4400                    | 407 Н·м при 2800                 | 5733 см3    |                           | 4,0 ″ × 3,48 ″ (101,6 мм × 88,4 мм)         | 9.3:1          | Чугунные                                                   |
| I         | 1978—1988         | LG4 (F/H)                         | 112—127 кВт (150—170 л. с.) при 4600            | 325—339 Н·м при 2800             | 5001 см3    |                           | 3,736 ″ × 3,48 ″ (94,9 мм × 88,4 мм)        | 8.6:1          | Чугунные                                                   |
| I         | 1981—1986         | LE9 (F/H)                         | 123 кВт (165 л. с.) при 4400                    | 325 Н·м при 2000                 | 5001 см3    |                           | 3,736 ″ × 3,48 ″ (94,9 мм × 88,4 мм)        | 9.5:1          | Чугунные                                                   |
| I         | 1982—1983         | LU5                               | 123—130 кВт (165—175 л. с.)                     |                                  | 5001 см3    |                           | 3,736 ″ × 3,48 ″ (94,9 мм × 88,4 мм)        |                | Чугунные                                                   |
| I         | 1968—1973         | L14                               | 149 кВт (200 л. с.) при 4600                    | 407 Н·м при 2400                 | 5031 см3    |                           | 3,875 ″ × 3,25 ″ (98,4 мм × 82,6 мм)        | 9.0:1          | Чугунные                                                   |
| I         | 1967—1980         | L48 (K)                           | 123—145 кВт (165—195 л. с.)                     | 515 Н·м                          | 5733 см3    |                           | 4,0 ″ × 3,48 ″ (101,6 мм × 88,4 мм)         | 8.25—10.5:1    | Чугунные                                                   |
| I         | 1969—1970         | L46                               | 261 кВт (350 л. с.)                             |                                  | 5733 см3    | 100+                      | 4,0 ″ × 3,48 ″ (101,6 мм × 88,4 мм)         | 11.0:1         | Чугунные                                                   |
| I         | 1969—1976         | L65                               | 108 кВт (145 л. с.)                             | 298 Н·м                          | 5733 см3    | 87                        | 4,0 ″ × 3,48 ″ (101,6 мм × 88,4 мм)         | 8.5:1          | Чугунные                                                   |
| I         | 1969—1988         | LM1 (L)                           | 190 кВт (255 л. с.) 116—130 кВт (155—175 л. с.) |                                  | 5733 см3    |                           | 4,0 ″ × 3,48 ″ (101,6 мм × 88,4 мм)         |                | Чугунные                                                   |
| I         | 1970—1974         | ZQ3                               | 142—224 кВт (190—300 л. с.)                     | 366 Н·м при 3500                 | 5733 см3    |                           | 4,0 ″ × 3,48 ″ (101,6 мм × 88,4 мм)         | 8.5—10.25:1    | Чугунные                                                   |
| I         | 1970—1972         | LT1                               | 186—276 кВт при 6000 об/мин                     | 366—407 Н·м при 4000             | 5733 см3    |                           | 4,0 ″ × 3,48 ″ (101,6 мм × 88,4 мм)         | 9.1:1          | Чугунные                                                   |
| II        | 1992—1997         | LT1 (P)                           | 194—227 кВт (260—305 л. с.) при 4800—5200       | 441—461 Н·м при 2400—3400        | 5733 см3    | 87 или 91                 | 4,0 ″ × 3,48 ″ (101,6 мм × 88,4 мм)         | 10.4:1         | Чугунные для платформ B и D Алюминиевые для платформ F и Y |
| I         | 1973—1980         | L82                               | 153—186 кВт (205—250 л. с.)                     | 346—386 Н·м                      | 5733 см3    |                           | 4,0 ″ × 3,48 ″ (101,6 мм × 88,4 мм)         | 9:1            | Чугунные                                                   |
| I         | 1981              | L81                               | 142 кВт (190 л. с.)                             | 380 Н·м                          | 5733 см3    |                           | 4,0 ″ × 3,48 ″ (101,6 мм × 88,4 мм)         | 8.2:1          | Чугунные                                                   |
| I         | 1970—1986         | LS9 (L)                           | 123 кВт (165 л. с.) при 3800                    | 373 Н·м при 1600                 | 5733 см3    |                           | 4,0 ″ × 3,48 ″ (101,6 мм × 88,4 мм)         | 8.2:1          | Чугунные                                                   |
| I         | 1981—1986         | LT9 (M)                           | 119 кВт (160 л. с.) при 3800                    | 339 Н·м при 2800                 | 5733 см3    |                           | 4,0 ″ × 3,48 ″ (101,6 мм × 88,4 мм)         | 8.3:1          | Чугунные                                                   |
| I         | 1982—1984         | L83                               | 149—153 кВт (200—205 л. с.)                     | 386—393 Н·м                      | 5733 см3    |                           | 4,0 ″ × 3,48 ″ (101,6 мм × 88,4 мм)         | 9.0:1          | Чугунные                                                   |
| I         | 1985—1992         | L98 (8)                           | 168—186 кВт (225—250 л. с.) при 4000            | 447—468 Н·м при 3200             | 5733 см3    |                           | 4,0 ″ × 3,48 ″ (101,6 мм × 88,4 мм)         | 9.5—10:1       | Чугунные/Алюминиевые (Corvette)                            |
| I         | 1996—2002         | L31 (R)                           | 190—261 кВт (255—350 л. с.) при 4600            | 447—475 Н·м при 2800             | 5733 см3    |                           | 4,0 ″ × 3,48 ″ (101,6 мм × 88,4 мм)         |                | Чугунные                                                   |
| I         | 1970—1980         |                                   | 183—198 кВт (245—265 л. с.)                     |                                  | 6554 см3    |                           | 4.125 ″ × 3.75 ″ (104,8 мм × 95,3 мм)       |                | Чугунные                                                   |
| I         | 1975—1976         |                                   | 82 кВт (110 л. с.)                              | 180 Н·м при 3600                 | 4301 см3    |                           | 3,671 ″ × 3,1 ″ (93,2 мм × 78,7 мм)         |                | Чугунные                                                   |
| II        | 1994—1996         | L99 (W)                           | 149 кВт (200 л. с.)                             | 332 Н·м                          | 4311 см3    |                           | 3,75 ″ × 3,0 ″ (95,3 мм × 76,2 мм)          |                | Чугунные                                                   |
| I         | 1983—1988         | L69 (G)                           | 134—142 кВт (180—190 л. с.) при 4800            | 325 Н·м при 3200                 | 5001 см3    |                           | 3,736 ″ × 3,48 ″ (94,9 мм × 88,4 мм)        | 9.5:1          | Чугунные                                                   |
| I         | 1985—1992         | LB9 (F)                           | 142—172 кВт (190—230 л. с.)                     | 373—407 Н·м                      | 5001 см3    |                           | 3,736 ″ × 3,48 ″ (94,9 мм × 88,4 мм)        |                | Чугунные                                                   |
| I         | 1976—1982         | LG3 (U)                           | 108 кВт (145 л. с.) при 4400                    | 332 Н·м при 2400                 | 5001 см3    |                           | 3,736 ″ × 3,48 ″ (94,9 мм × 88,4 мм)        | 8.5:1          | Чугунные                                                   |

## Generation II GM small-block (1992—1997)

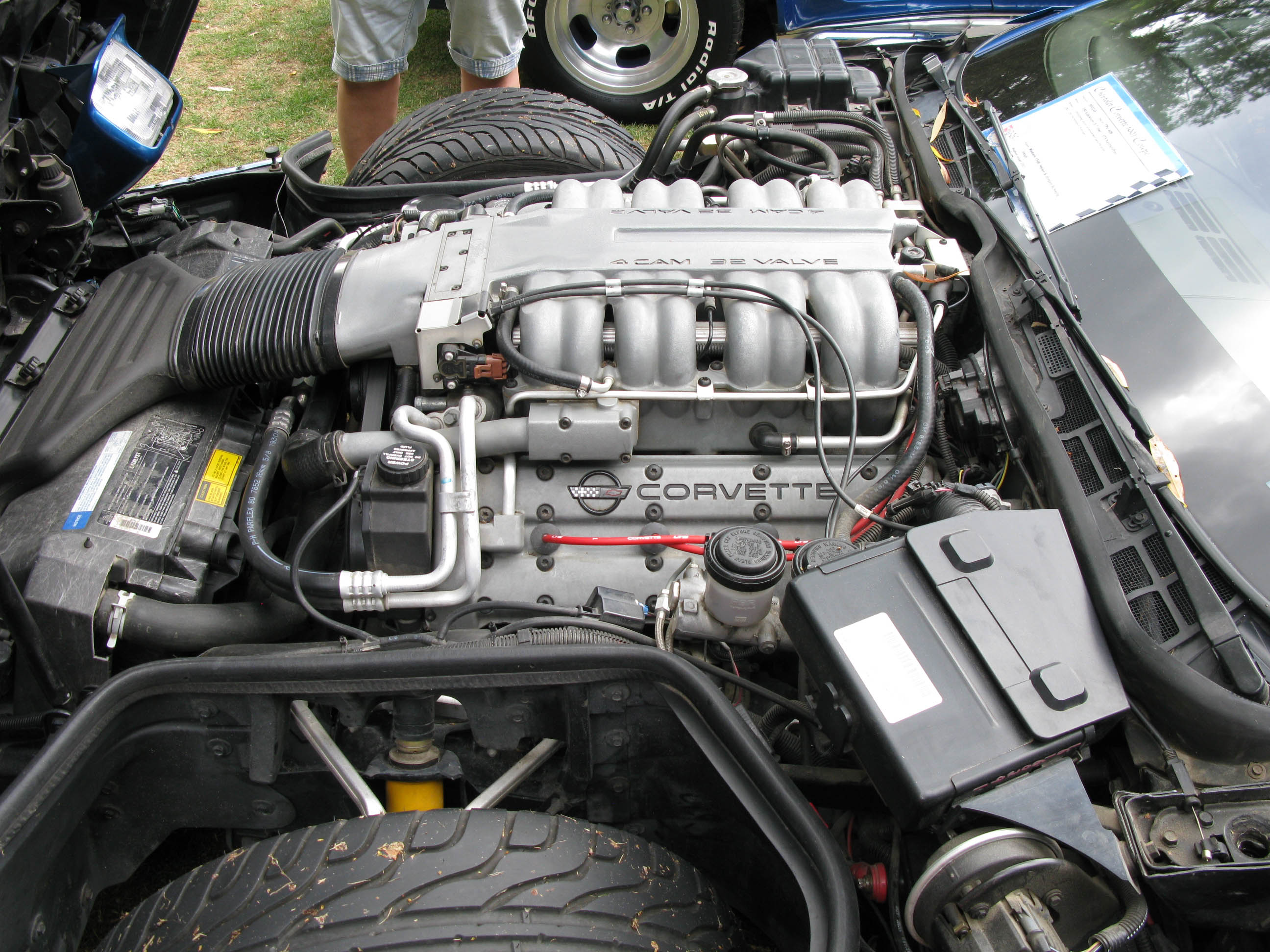
Chevrolet LT5 на Corvette C4 ZR-1

LT1 дебютировал в 1992 году на Chevrolet Corvette. Значительное улучшение — система «обратного охлаждения», позволяющая охлаждающей жидкости начинаться с головок и стекать вниз через блок. Это обеспечивает более низкую температуру головок, обеспечивая большую мощность за счёт более высокой степени сжатия и большего опережения искры, в то же время поддерживая более высокую и стабильную температуру цилиндра.
Некоторые детали взаимозаменяемы с цельным двигателем с задним главным уплотнением первого поколения. Взаимозаменяемые детали включают вращающийся узел (коленчатый вал, поршни, шатуны и маховик/гибкая пластина), цельный корпус заднего главного уплотнения, прокладки масляного поддона и клапанной крышки и узел клапанного механизма (не включая комплект ГРМ, который включает в себя шестерню для привода водяного насоса). В двигателе LT1 применяются новые блоки цилиндров и их головки, крышки ГРМ, водяные насосы, впускные коллекторы и кронштейны для принадлежностей. Опоры двигателя и расположение болтов в корпусе колокола остались прежними.

### Диаметр цилиндра 4 дюйма

#### 5,7 л

##### LT1

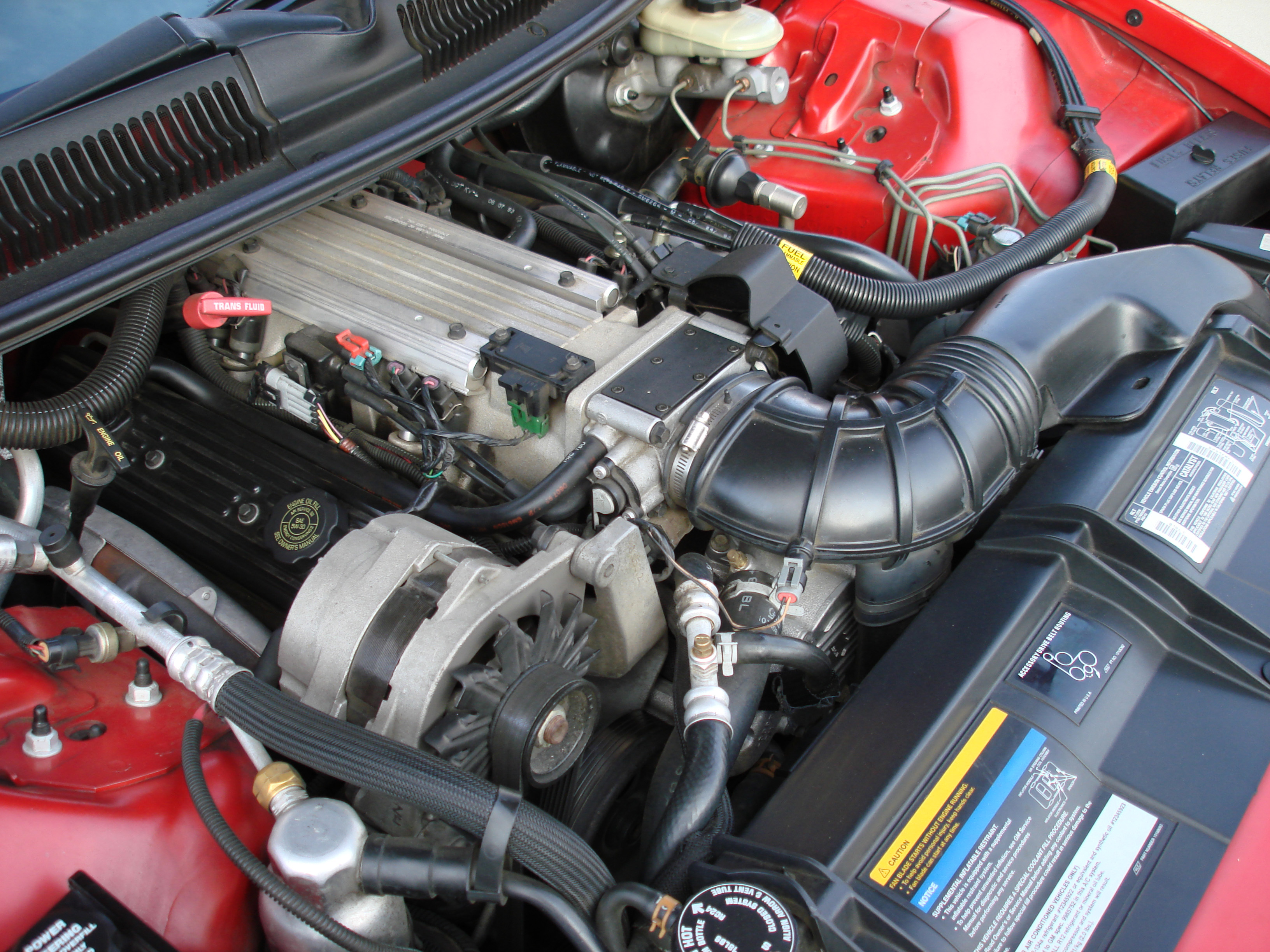
GM LT1 на 1993 Chevrolet Camaro Z28

В 1991 году корпорация General Motors создала двигатель, получивший кодовое обозначение «LT1 350». Он имел рабочий объём 5,7 л (350 кубических дюймов) и двухклапанную конструкцию с толкателем. В двигателе LT1 применялась система охлаждения с обратным потоком, которая сначала охлаждала головки цилиндров, поддерживая более низкую температуру в камере сгорания и позволяя двигателю работать с более высокой степенью сжатия, чем у его непосредственных предшественников.
Двигатель применялся в:
- Y-body:
  - 1992—1996 Chevrolet Corvette C4
- F-body:
  - 1993—1997 Chevrolet Camaro Z28, B4C и SS
  - 1993—1997 Pontiac Firebird Formula, Trans Am и Firehawk
- B-body:
  - 1994—1996 Buick Roadmaster
  - 1994—1996 Chevrolet Caprice
  - 1994—1996 Chevrolet Caprice Police Package
  - 1994—1996 Chevrolet Impala SS
  - 1994—1996 Chevrolet Caprice Wagon
  - 1994—1996 Buick Roadmaster Wagon
- D-body:
  - 1994—1996 Cadillac Fleetwood

Существовало несколько различных версий LT1. Все они имеют чугунный блок цилиндров с алюминиевыми головками в корпусах Y и F и чугунными головками в корпусах B и D. Блоки цилиндров имели крышки с четырьмя болтами, в то время как большинство других блоков были с двумя болтами. Отливки блоков остались прежними между двумя- и четырёхболтовыми магистралями.
В 1992—1993 годах применялись управление плотностью вращения топлива, периодический впрыск топлива и специальный модуль управления двигателем (ECM). В 1994 году в двигатель LT1 были добавлены датчик массового расхода воздуха и последовательный впрыск через порт. Новый, более функциональный компьютер управлял трансмиссией и двигателем и получил новое название: модуль управления трансмиссией (PCM).
С 1992 года в Corvette на платформе Y-body двигатель развивал мощность 220 кВт (300 л. с.) и крутящий момент 447 Н·м, а в 1996 году Corvette развивал мощность 220 кВт (300 л. с.) и крутящий момент 461 Н⋅м.
В 1993—1995 годах в автомобилях на платформе F-body двигатель развивал мощность 205 кВт (275 л. с.) и крутящий момент 441 Н·м, в то время как в 1996—1997 годах двигатель развивал мощность 213 кВт (285 л. с.) и крутящий момент 454 Н·м. В автомобилях с кузовами WS6 и SS F двигатель развивал мощность 227 кВт (305 л. с.).
В 1994—1996 годах в автомобилях на платформах B и D двигатель развивал мощность 194 кВт (260 л. с.) и крутящий момент 447 Н⋅м (186 кВт (250 л. с.) с механическим вентилятором V08 в составе буксировочных групп V92 или V4P).

##### LT4
LT4 являлся высокопроизводительной версией двигателя LT1. Он отличался немного агрессивным профилем распределительного вала, алюминиевыми роликовыми коромыслами 1,6:1, более лёгкими впускными и выпускными коллекторами с жидкостью и натриевыми выхлопными клапанами, более крупными топливными форсунками, высокопроизводительным коленчатым валом, степенью сжатия 10,8:1 и впускным коллектором с высоким расходом (окрашенным в красный цвет) с дополнительным материалом над портом, доступным для обеспечения соответствия порта с поднятыми головками цилиндров. Двигатель LT4 развивал мощность 246 кВт (330 л. с.) и крутящий момент 461 Н⋅м. Впервые двигатель был представлен в 1996 году на C4 Corvette с шестиступенчатой механической трансмиссией ZF. С 1997 года двигатель также устанавливался на SLP Camaro SS и SLP Firehawk.
Применения:
- 1996 Chevrolet Corvette (6359 единиц)
- 1997 Chevrolet Camaro SLP/LT4 SS (100 единиц для США, 6 для Канады. Также было выпущено 2 прототипа)
- 1997 Pontiac Firebird SLP/LT4 Firehawk (29 единиц)

Все 135 серийных двигателей для Firehawk и SS были полностью разобраны, отбалансированы, спроектированы и отточены с помощью нагрузочных пластин. Один из 5 двигателей был протестирован на динамометрическом стенде Superflow. Каждый автомобиль был протестирован на динамометрическом стенде шасси, а затем был проведён дорожный тест на 6 миль (10 км).

### Диаметр цилиндра 3,9 дюйма

#### 5,7 л

##### LT5

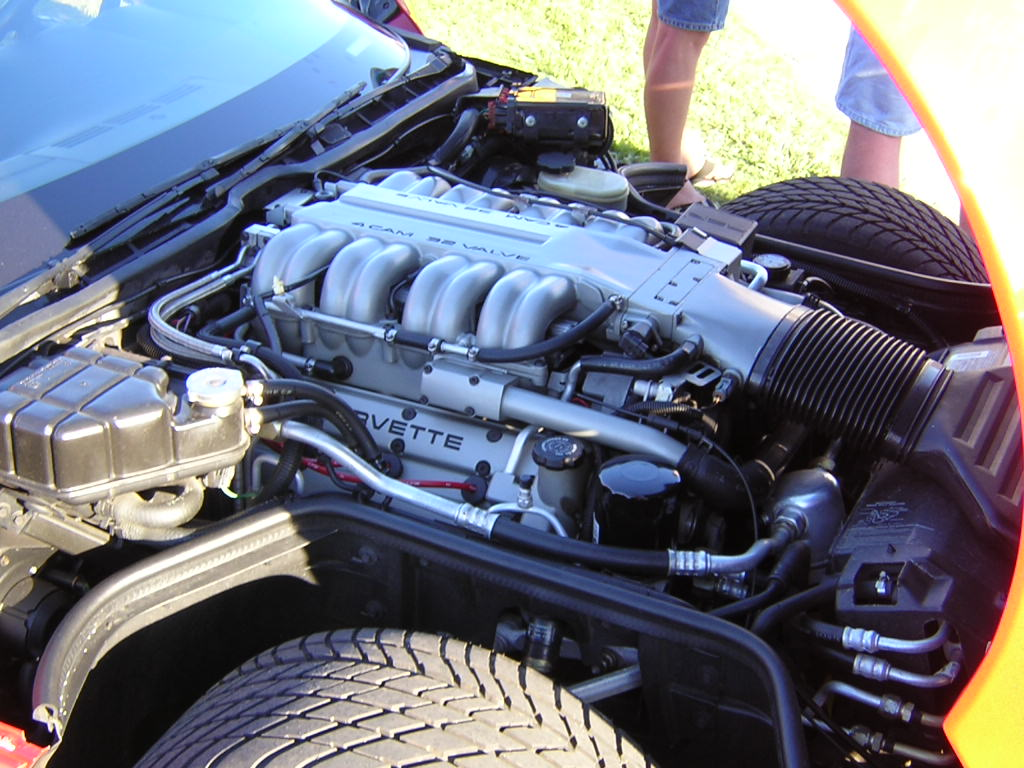
Двигатель GM LT5

В 1990 модельном году был выпущен Chevrolet Corvette ZR-1 с двигателем LT5, у которого двойное верхнее расположение распредвалов. Двигатель разработан подразделением Lotus Engineering в Великобритании, но спроектирован и собран в Стиллуотере, штат Оклахома.
Двигатель LT5 применялся только в Chevrolet Corvette. Он имеет рабочий объём 5,7 л (5727 см3), диаметр цилиндра 99 мм и ход поршня 93 мм. Клапанный механизм — DOHC. Предсерийный LT5 первоначально выдавал мощность 287 кВт (385 л. с.), а позже мощность была снижена до 280 кВт (375 л. с.). Крутящий момент составлял 502 Н⋅м. С 1990 по 1992 год двигатель применялся в Corvette ZR-1. В 1993—1995 годах мощность была увеличена до 302 кВт (405 л. с.) при 5800 об/мин, а крутящий момент — до 522 Н⋅м при 5200 об/мин благодаря изменениям фаз газораспределения и улучшению портов двигателя. В 1993 году также были добавлены крышки коренных подшипников с 4 болтами и система рециркуляции выхлопных газов.
Второе поколение LT5 находилось на стадии испытаний ещё в 1993 году. Та незначительная информация, которая сохранилась, указывала на то, что двигатель должен был использовать двойную систему пленума, аналогичную Dodge Viper первого поколения, а также изменяемые фазы газораспределения. Следующее поколение LT5 должно было выдавать мощность от 336 кВт (450 л. с.) до 354 кВт (475 л. с.).
Применения:
- 1990—1995 Chevrolet Corvette C4 ZR-1 (6939 единиц)

### Диаметр цилиндра 3,74 дюйма

#### 4,3 л

##### L99
4,3-литровый (4311 см3) двигатель L99 V8, выпускавшийся с 1994 по 1996 год, имел диаметр цилиндра 94,9 мм и ход поршня 76,2 мм. Поршни были идентичны Vortec 5000, однако шатуны длиной 150,9 мм использовались для компенсации более короткого хода. L99 отличался обновлённой блочной архитектурой второго поколения и внешне идентичен более крупному 5,7-литровому двигателю LT1. Как и LT1, двигатель L99 также оснащён последовательным впрыском топлива, реверсивным охлаждением с водяным насосом с кулачковым приводом и оптическим датчиком зажигания. Мощность составляет 149 кВт (200 л. с.), а крутящий момент — 332 Н⋅м.
С 1994 по 1996 год двигатель L99 устанавливался на Chevrolet Caprice, включая 9C1. Меньший рабочий объём L99 обеспечивал немного лучшую экономию топлива EPA, чем 5,7-литровый двигатель LT1, но при значительно сниженных уровнях мощности и крутящего момента.

## Носители
Носителями являются разные автомобили производства Американских автопроизводителей, входящих в состав концерна «GM».

### LT6 и LT7
LT6 и LT7 на самом деле не являются частью семейства LT.